# Pontellopsis armata
Pontellopsis armata är en kräftdjursart som först beskrevs av Giesbrecht 1889.  Pontellopsis armata ingår i släktet Pontellopsis och familjen Pontellidae. Inga underarter finns listade i Catalogue of Life.